# Otto Kretschmer
Otto Kretschmer (Heidau, Neisse, 1 mei 1912 - Straubing, 5 augustus 1998) was een Duitse U-bootkapitein bij de Kriegsmarine tijdens de Tweede Wereldoorlog. Tussen 1939 en 1941 bracht hij in totaal 47 transportschepen en 5 oorlogsschepen tot zinken voor een totaal van 274.333 ton. Daarmee was hij een van de meest succesvolle U-bootkapitein aller tijden en kreeg hij het Ridderkruis van het IJzeren Kruis met Eikenloof en Zwaarden (Lothar von Arnauld de la Perière was succesvoller tijdens WOI met meer dan 400.000 ton). Otto Kretschmer stond bekend als een briljant zeestrateeg die vele zeer invloedrijke strategieën bedacht. Tevens stond hij bekend om zijn moed en de daaraan gekoppelde roekeloosheid. Hij verdiende de bijnaam "Silent Otto" zowel voor zijn succesvolle gebruik van de "stille running", het stille vermogen van de U-boten, alsmede omwille van zijn radiostilte tijdens zijn patrouilles.

## Voor de oorlog
Otto Kretschmer werd geboren in Heidau, Neisse, dat heden in Polen ligt.  Kretschmer vertrok op zeventienjarige leeftijd naar Exeter in Engeland, om daar een opleiding tot zeeman te volgen en om er Engels te leren. Ironisch genoeg zouden velen van zijn toekomstige tegenstanders deze opleiding ook volgen. Een klasgenoot van Kretschmer zou zelfs om het leven komen toen hij, later in de Tweede Wereldoorlog, door de U-boot van Kretschmer getorpedeerd werd.
Na het behalen van zijn diploma voer Kretschmer nog zes maanden aan boord van een Engels vrachtschip voordat hij in 1932 terugkeerde naar Duitsland. Hierna voer Kretschmer nog een tijdje bij de Duitse koopvaardijvloot eer hij als dienstplichtige bij de Kriegsmarine in dienst trad.
In 1937 werd hij benoemd tot commandant en kreeg hij het gezag over de U 35. Met die boot voerde hij tijdens de Spaanse Burgeroorlog spionagepatrouilles uit langs de Spaanse kust.

## De Tweede Wereldoorlog
Tijdens het begin van de oorlog kreeg Kretschmer het bevel over een mijnenleggende U-boot, de U 23. Met die boot legde hij zeemijnen voor de Schotse kust. Kretschmer werd in november 1939 echter ontdekt door een Britse torpedobootjager en beschoten. Na een lang kat-en-muisspel bracht Kretschmer de torpedobootjager tot zinken. Deze overwinning werd als een heldendaad gezien, omdat torpedobootjagers speciaal gemaakt waren om U-boten tot zinken te brengen. Torpedobootjagers stonden bekend als zeer gevaarlijk en Kretschmer had de eerste torpedobootjager van de oorlog vernietigd. Kretschmer werd hiervoor onderscheiden met het Ridderkruis van het IJzeren Kruis en kreeg het commando over een nieuwe U-boot, de U 99, een type VII U-boot.
Met die boot zou Kretschmer furore maken bij de Duitse Kriegsmarine en uitgroeien tot meest gezochte man bij de Britse Royal Navy. Met de U 99 vernietigde Kretschmer in snel tempo een groot aantal schepen. Kretschmer werd in Duitsland gezien als een held en hij was een superster binnen de Duitse propaganda. Kretschmer zelf moest hiervan niets hebben en stond bekend als bescheiden. Hij leende zijn persoonlijkheid nooit voor propagandadoeleinden en hij was een echte denker die liever niet met anderen praatte over zijn overwinningen. Zijn bijnaam was dan ook Stille Otto.
Kretschmer was vooral bekend als architect van de zogeheten Wolfsrudel aanvallen. Hierbij organiseerde hij 's nachts verrassingsaanvallen waarbij grote groepen U-boten een heel eskader vernietigden. Deze door hem bedachte aanvalstactiek was extreem effectief en na hem nam bijna iedere U-boot kapitein het idee over.
In december 1940 vernietigde Kretschmer zijn 40e schip en werd hij onderscheiden met de Zwaarden bij het Ridderkruis van het IJzeren Kruis, de op een na hoogste Duitse onderscheiding.

## De gevangenneming
Naast zwijgzaam en bescheiden, stond Kretschmer bekend als roekeloos en overmoedig. Zijn bemanning dacht soms dat hij levensmoe was vanwege zijn levensgevaarlijke aanvallen. Kretschmer praatte nooit over zijn waanzinnige strategieën en tactieken, en stond daarom bekend als onberekenbaar en onvoorspelbaar. Zo viel hij bijvoorbeeld in zijn eentje konvooien aan maar had iedere keer het geluk om, vaak zwaar beschadigd, te ontkomen.
Op 17 maart 1941 was zijn geluk echter op en kwam Kretschmers succesvolle carrière ten einde. Kretschmer probeerde een Brits konvooi aan te vallen maar werd door de Britse torpedobootjager HMS Walker ontdekt. De HMS Walker schoot diverse dieptebommen af waardoor de U 99 zwaar beschadigd raakte. Het water stroomde de U-boot binnen en Kretschmer moest nu wel boven water komen. Eenmaal boven water gekomen werd de U 99 onder schot gehouden. De rest van zijn bemanning kon zwemmend de Walker bereiken, waar ze werden gevangengenomen. Kretschmer zelf was zo verzwakt, dat hij door de Britten uit het water moest worden gered.

## Na de oorlog
Kretschmer verbleef tot 1947 in krijgsgevangenschap en ging in de jaren vijftig voor de Duitse Bundesmarine werken. Hij overleed op 86-jarige leeftijd tijdens een vakantie in Beieren in de zomer van 1998. Tijdens deze vakantie, ter ere van de 50e verjaardag van zijn huwelijk, voer hij op een passagiersboot op de Donau. Aan boord struikelde hij en raakte daarbij buiten bewustzijn. Hij stierf twee dagen later, op 5 augustus 1998, in een hospitaal in Straubing, Beieren.

## Verwezenlijkingen
Hoewel Kretschmer alleen maar voor anderhalf van de zes jaren van de Tweede Wereldoorlog diende, zou hij nooit overtroffen worden in het aantal tonnage gezonken schepen. Hij werd bekroond met het IJzeren Kruis 2e klasse en 1e Klasse, het U-bootinsigne, het Ridderkruis van het IJzeren Kruis met Eikenloof en Zwaarden. Hij was vijf keer vernoemd in de Wehrmachtberichten (3 augustus 1940, 19 oktober 1940, 4 november 1940, 17 december 1940 en 25 april 1941.)

## Successen
- 40 schepen tot zinken gebracht voor een totaal van 208.954 BRT
- 3 zware oorlogsschepen tot zinken gebracht voor een totaal van 46.440 BRT
- 1 oorlogsschip tot zinken gebracht met een totaal van 1375 ton
- 1 schip tot zinken gebracht voor een totaal van 2136 BRT
- 5 schepen beschadigd met een totaal van 37.965 BRT
- 2 schepen totaal vernietigd met een totaal van 15.513 BRT

## Militaire loopbaan
Reichsmarine
- Offiziersanwärter: 1 april 1930[3][4]
- Seekadett: 9 oktober 1930[3]
- Fähnrich zur See: 1 januari 1932[3]
- Oberfähnrich zur See: 1 april 1934[3]
- Leutnant zur See: 1 oktober 1934[3]

Kriegsmarine
- Oberleutnant Zur See: 1 juni 1936[3]
- Kapitänleutnant: 1 juni 1939[3]
- Korvettenkapitän: 1 maart 1941[2][3]
- Fregattenkapitän: 1 september 1944[3]

Bundesmarine
- Fregattenkapitän: 1 december 1955
- Kapitän zur See: 11 december 1958[3]
- Flottillenadmiral: 15 december 1965[3]

## Decoraties
- Ridderkruis van het IJzeren Kruis (nr.23) op 4 augustus 1940 als Kapitänleutnant en Commandant van de U-99[2][5][6]
- Ridderkruis van het IJzeren Kruis met Eikenloof (nr.6) op 4 november 1940 als Kapitänleutnant en Commandant van de U-99[2][5][6]
- Ridderkruis van het IJzeren Kruis met Eikenloof en Zwaarden (nr.5) op 26 december 1941 als Korvettenkapitän en Commandant van de U-99[2][5][6] (opmerking: Zwaarden bij het Ridderkruis van het IJzeren Kruis werden tijdens zijn gevangenschap toegekend.[2])
- IJzeren Kruis 1939, 1e Klasse (17 december 1939)[6][7] en 2e Klasse (17 oktober 1939)[6][7]
- Onderzeebootoorlogsinsigne 1939 op 9 november 1939[6][7]
- Onderzeebootoorlogsinsigne 1939 met Briljanten in 1941[6]
- Dienstonderscheiding van Marine op 2 oktober 1936[7]
- Medaille ter herinnering aan de Thuiskomst van het Memelland op 26 oktober 1939[6][7]
- Hij werd vijf maal genoemd in het Wehrmachtsbericht. Dat gebeurde op:
- 3 augustus 1940[6][8]
- 19 oktober 1940[6][9]
- 4 november 1940[6][10]
- 17 december 1940[6][11]
- 25 april 1941[6][12]

## U-bootcommando's
- U 35: 31 jul 1937 - 15 aug 1937: Geen oorlogspatrouilles
- U 23: 1 okt 1937 - 1 apr 1940: 8 patrouilles (samen 102 dagen)[2]
- U 99: 18 apr 1940 - 17 maart 1941: 8 patrouilles (samen 127 dagen)